# Berezowce (przystanek kolejowy)
Berezowce (biał. Бярэзаўцы, ros. Березовцы) – przystanek kolejowy w miejscowości Berezowce, w rejonie iwiejskim, w obwodzie grodzieńskim, na Białorusi.